# Luis Couturier
Luis Couturier Pumarino (Cidade do México, 12 de abril de 1940 – 28 de fevereiro de 2025) foi um ator mexicano de cinema e televisão, com uma extensa carreira como ator de telenovelas.

## Filmografia

### Telenovelas
- El hotel de los secretos (2016) - Benjamín Nieto
- La vecina (2015-2016) - Ing. Lorenzo Cinthias
- El color de la pasión (2014) - Nazario Treviño
- Corazón indomable (2013) - Francisco del Olmo
- Porque el amor manda (2012-2013) - Sebastián Montemayor
- Amor bravío (2012) - Cayetano Albarrán
- Una familia con suerte (2011-2012) - Lic. Gabriel Mendoza
- Sortilegio (2009) - Hernán Plascencia
- En nombre del amor (2008-2009) - Rodrigo Espinoza de los Monteros
- Pasión (2007-2008) - Padre Lorenzo
- Amor sin maquillaje (2007)
- Destilando amor (2007) - Artemio Trejo
- Heridas de amor (2006) - Julio Bustamante
- La fea más bella (2006-2007) - Jorge Manrí
- Contra viento y marea (2005) - Don Teodoro Serrano
- Clap... el lugar de tus sueños (2003-2004) - Gilberto Quevedo
- Amor real (2003) - Gobernador
- La otra (2002) - Justo Ibáñez
- Navidad sin fin (2001-2002) - Lam
- El manantial (2001-2002) - Carlos Portillo
- Amigas y rivales (2001) - Emilio Larrosa
- Aventuras en el tiempo (2001) - Actor contratado (Robagatitos)
- Carita de ángel (2000-2001) - Dr. Heredia
- Ramona (2000) - César de Echagüe
- Locura de amor (2000) - Hugo Castillo
- Cuento de Navidad (1999-2000) - Fernando Soto del Monte
- Soñadoras (1998-1999) - Artemio Berraizábal
- Huracán (1997-1998) - Guillermo Medina
- Alguna vez tendremos alas (1997) - Gustavo Nájera
- La sombra del otro (1996) - Pierre Tavernier
- Morir dos veces (1996) - Enrique
- El premio mayor (1995-1996) - Anthony Wilson
- Bajo un mismo rostro (1995) - Vicente
- Alondra (1995) - Notario de Leticia
- Imperio de cristal (1994-1995) - Armando
- Volver a empezar (1994-1995) - Gabriel Jiménez
- Valentina (1993-1994) - Conrado Carmona
- Clarisa (1993)
- Tenías que ser tú (1992-1993) - Antonio Olvera
- Alcanzar una estrella II (1991) - Gonzalo Castellar
- Amor de nadie (1990-1991) - Gustavo
- La casa al final de la calle (1989) - Víctor Gálvez
- Tal como somos (1987-1988)
- Marionetas (1986) - Marcelo
- Cicatrices del alma (1986-1987) - Federico
- Cautiva (1986) - Marcelo
- El ángel caído (1985-1986) - Octavio Barrera / Agustín Arvide
- Bianca Vidal (1982-1983) - Dr. Ruiz
- Leona Vicario (1982)
- El hogar que yo robé (1981) - Silvestre Soler
- La madre (1981) - Riskin
- Viviana (1978-1979) - Psiquiatra
- Un original y veinte copias (1978) - Varaltedelc
- Mamá Campanita (1978)
- El carruaje (1972) - Félix Zuloaga / Coronel / Embajador de Estados Unidos / Eulalio María Ortega

### Séries
- El equipo (2011) - Lorenzo Sáenz
- Como dice el dicho (2011)
- A caballo regalado... (2011) - Germán
- Vale más ladrón arrepentido (2011) - Sr. González
- Hermanos y detectives (2009)
- El final (2009)
- El profesor Fuentes (2009) - Abogado Rovirosa
- Los simuladores (2009)
- Madre arrepentida (2009)
- Venganza (2009)
- Deja vú (2009)
- El Pantera (2008) - Secretario de Defensa
- Mujeres asesinas (2008)
- Claudia, cuchillera (2008) - Don Jorge
- XHDRBZ (2007-2002)
- Perdidos (2007) - Piloto
- Una de lobos (2002) - Sr. Larios
- Diseñador de ambos sexos (2001) - Napoleón
- ¿Qué nos pasa? (1998)
- Episodio: #1.7 (1998)
- Destinos (1992)
- Llevando cuentas (1992) - Ramón Castillo
- Atrapados (1992) - Ramón Castillo
- Caras (1992) - Ramón Castillo
- La carta (1992) - Ramón Castillo
- El secreto (1992) - Ramón Castillo
- Mujer, casos de la vida real (1988-2006)
- Perdida (2006)
- Salón de belleza: Peligroso encanto (2006)
- Salón de belleza: Cambio de imagen (2006)
- Pasaporte al olvido (2005) - Bill
- La fuerza de un sueño I (2004)
- Amada Sol (2004)
- Fuga en cobardía mayor (2003)
- Negro arruyo (2002)
- El crédito (2002)
- Tu amor, mi adicción (2002)
- Una vida rosa (2002)
- Torrentes (2002) - Doctor
- El pabellón del dolor (2002)
- Bajo el manto de la noche (2002)
- Trauma infantil (2001)
- Trágica princesa (2001)
- Sin compromiso (2001)
- Volver a la vida (2000)
- El muro (2000)
- Hermanas (1997)
- Una pareja desigual (1996)
- Las opciones (1996)
- La nuera (1996)
- El amor no se compra (1996)
- Quien soy yo? (1995)
- Nunca se acabó el amor (1994)
- Esta en tu destino (1994)
- La bailarina (1988)
- En cuerpo y alma
- Doctor muerte
- Tres generaciones (1988) - Ramón

### Cinema
- Tercera llamada (2013)
- Acción en Movimiento (2013)
- En defensa propia (2009) - Dr. Cruz
- Lucas (2008)
- El misterioso caso de la leche en polvo (2005) - Abuelo
- Fantasías (2003) - Lic. Rached
- El tigre de Santa Julia (2002) - Aristócrata
- Navidad fabulosa (1998) - Rey Mago
- Hoy no circula (1993)
- ¿Nos traicionará el presidente? (1991) - Coronel Perkins
- Amor y venganza (1991)
- Infamia (1991)
- El placer de la venganza (1988)
- La lechería (1986)
- Memoriales perdidos (1985)
- A fuego lento (1980)
- Flores de papel (1978) - El mismo
- Nuevo mundo (1978)
- Llovizna (1978) - Martín

## Morte
Morreu aos 84 anos no dia 28 de fevereiro de 2025. 